# Max J. Friedländer

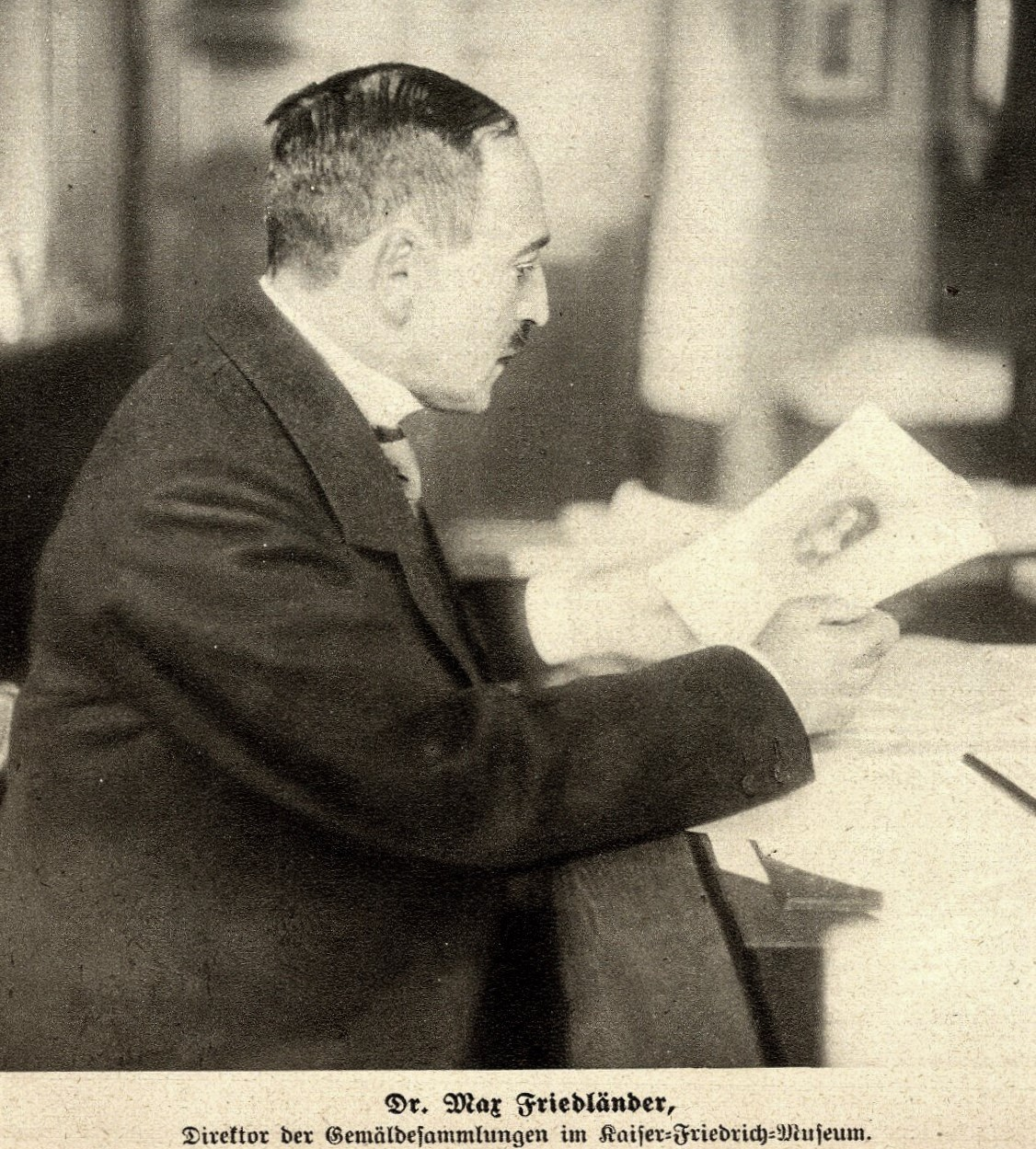
Max J. Friedländer (1913)

Max Jacob Friedländer (* 5. Juni 1867 in Berlin; † 11. Oktober 1958 in Amsterdam) war ein deutsch-niederländischer Kunsthistoriker. Er war von 1908 bis 1930 Direktor des Berliner Kupferstichkabinetts und von 1924 bis 1933 Direktor der Gemäldegalerie. Er veröffentlichte auch unter dem Pseudonym Robert Breuer.

## Leben
Max J. Friedländer war ein Sohn des Berliner Bankiers Leopold Friedländer (1832–1896) und seiner Ehefrau Helene, geb. Noether. Wie er selbst sagte, prägte die Nähe zu den Museen schon seine Kindheit:

„Ich bin in Berlin zweihundert Meter vom Museum entfernt geboren und zweimal in der Schule sitzen geblieben, weil ich mich zu ausgiebig in der Bildergalerie aufhielt.“

Er besuchte das Friedrich-Werdersche Gymnasium in Berlin und studierte ab dem Wintersemester 1887/88 Kunstgeschichte und Klassische Archäologie in München, ab dem Sommersemester 1888 in Leipzig. Das Wintersemester 1888/89 verbrachte er in Florenz, wo er sich unter August Schmarsows Leitung mit der italienischen Kunst beschäftigte, den Sommer 1890 in München, um die dortigen Museen zu studieren. Im Februar 1891 wurde er in Leipzig bei Anton Springer mit einer Dissertation über Albrecht Altdorfer promoviert.
Als wissenschaftlicher Volontär begann Friedländer für ein Jahr bei Friedrich Lippmann am Kupferstichkabinett Berlin, wo er vermutlich Wilhelm von Bode kennenlernte. Er blieb aus Interesse ein weiteres Jahr, bevor er ab 1894 als Assistent Ludwig Scheiblers in der Grafischen Sammlung des Wallraf-Richartz-Museums in Köln arbeitete.

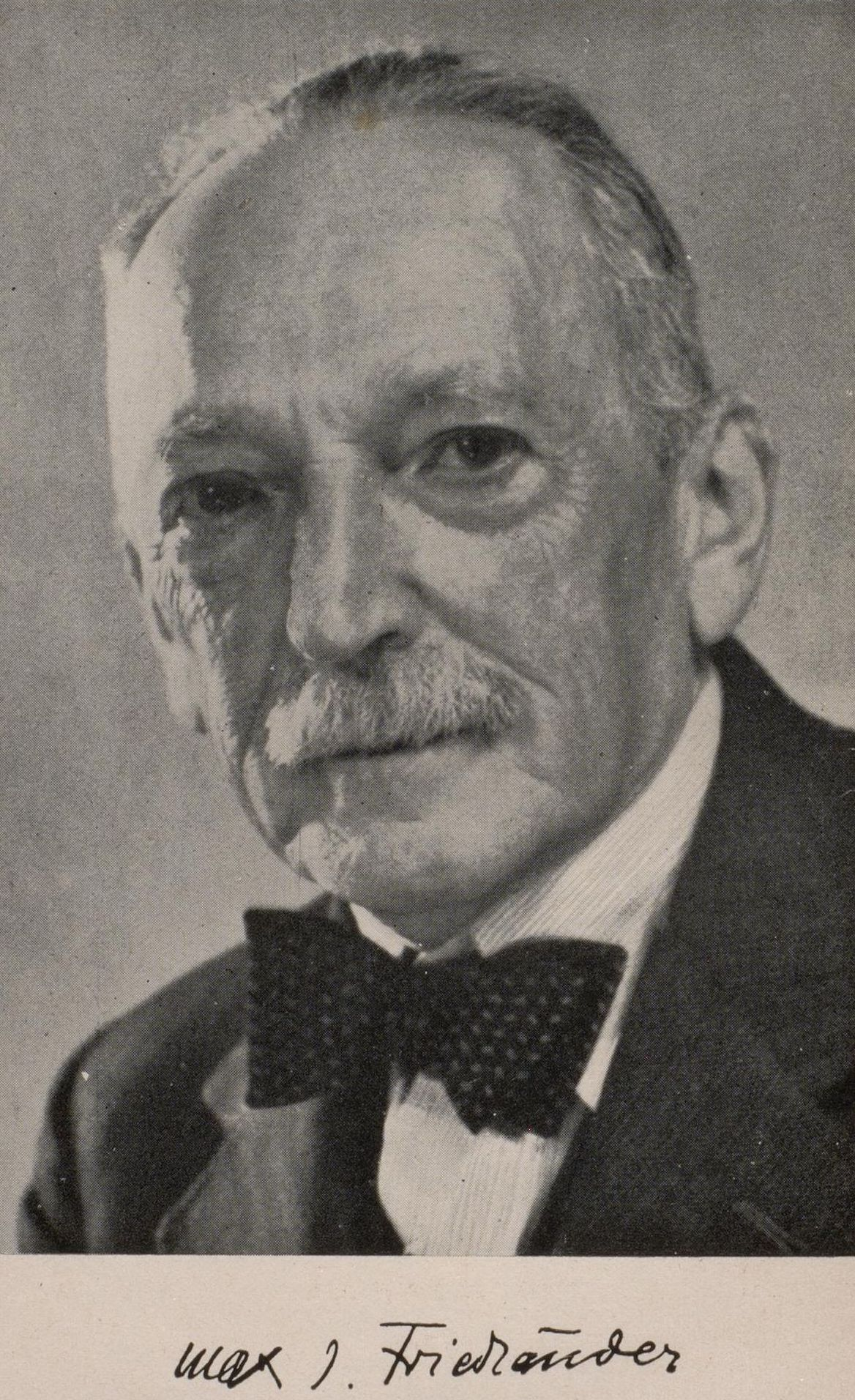
Max J. Friedländer 1941 im Exil in Amsterdam, fotografiert von Julius Guggenheimer.

Seit seiner Rückkehr nach Berlin 1896 war er bis 1933 an der Berliner Gemäldegalerie beschäftigt, ab 1904 als Zweiter Direktor (unter Wilhelm von Bode), ab 1924 als Erster Direktor. Von 1908 bis 1930 war er zugleich Direktor des Kupferstichkabinetts. In dieser Zeit veröffentlichte er Beiträge unter dem Pseudonym Robert Breuer. Friedländer galt „als die größte Autorität auf dem Gebiet der altniederländischen und altdeutsche Malerei und Graphik. Die wesentlichen Bestände der Berliner Galerie und des Kupferstichkabinetts verdanken der Kennerschaft Friedländers ihre hohe Bedeutung innerhalb der europäischen Museen:“ Nach der Machtübernahme der Nationalsozialisten 1933 wurde er als „Nichtarier“ entlassen.

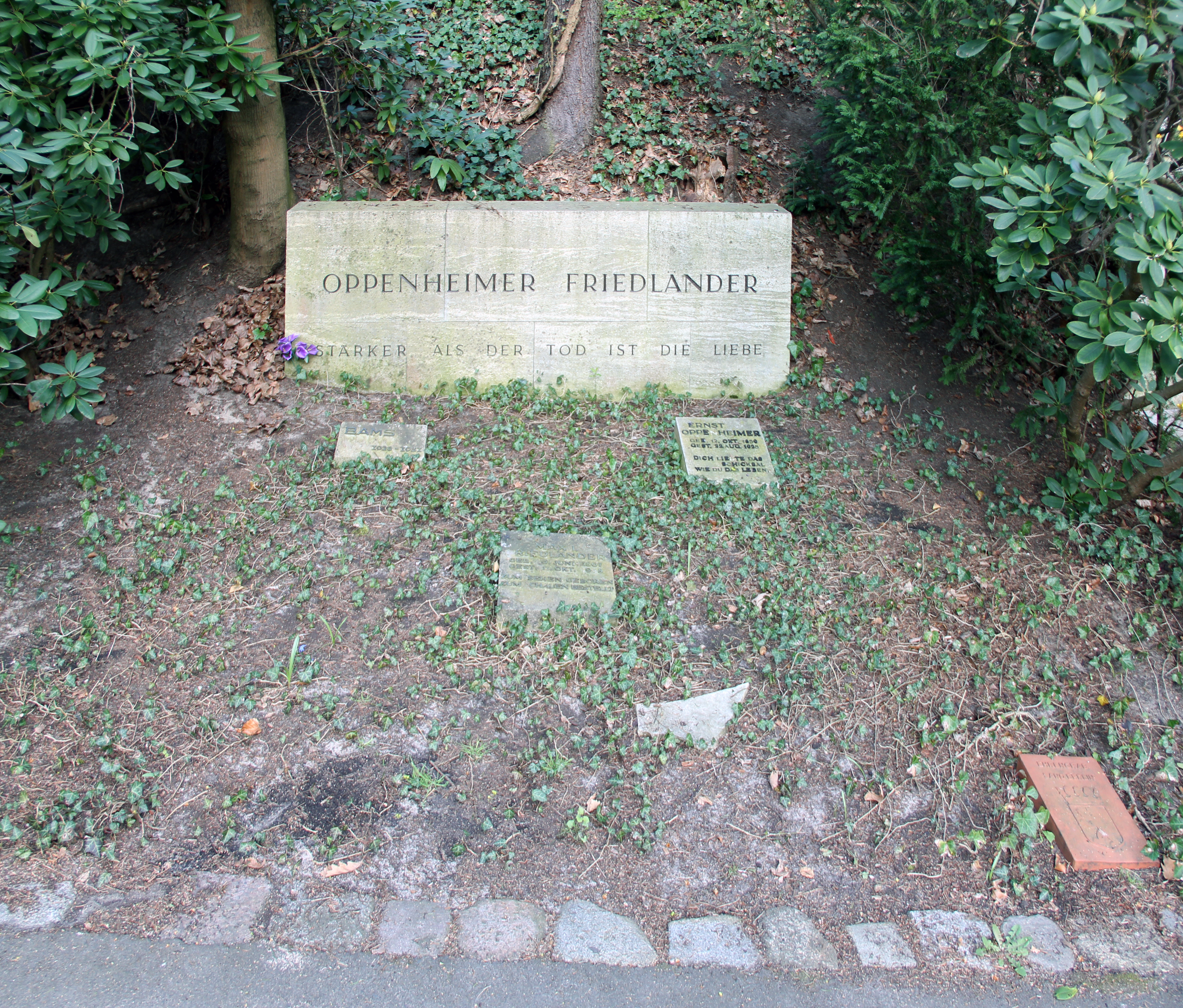
Ehrengrab von Max J. Friedländer auf dem Friedhof Heerstraße in Berlin-Westend

1939 emigrierte er wegen der zunehmenden Drangsalierung als Jude in die Niederlande. Nach der Besetzung der Niederlande 1940 geriet er in große Gefahr, in ein Vernichtungslager im Osten deportiert zu werden. Gleichzeitig war Friedländer bei der Besatzungsmacht ein gefragter Gutachter, da er als Kenner der altniederländischen Malerei des 15. und 16. Jahrhunderts bei den Nationalsozialisten geschätzt war. Vor allem Hermann Göring, der diese Malerei besonders liebte, bediente sich häufig seiner Fachkompetenz. Er schützte Friedländer deshalb vor der bald in den Niederlanden einsetzenden Verfolgung der Juden und bewahrte ihn damit vor Verhaftung, Deportation und anschließender Ermordung.
Friedländer erhielt 1954 die niederländische Staatsbürgerschaft.
Max J. Friedländer starb 1958 im Alter von 91 Jahren in Amsterdam. Beigesetzt wurde er im Erbbegräbnis der Familie Oppenheimer-Friedländer auf dem landeseigenen Friedhof Heerstraße im Berliner Bezirk Charlottenburg im heutigen Ortsteil Westend. Auf Beschluss des Berliner Senats ist die letzte Ruhestätte von Max J. Friedländer (Grablage: Erb. 2-D) seit 2001 als Ehrengrab des Landes Berlin gewidmet. Die Widmung gilt für die übliche Frist von zwanzig Jahren, kann anschließend aber verlängert werden.
Friedländers Herangehensweise an die Kunstgeschichte war im Wesentlichen die eines Kunstkenners (connoisseur). Er bevorzugt eine kritische Lektüre, die auf Sensibilität und nicht auf großen künstlerischen oder ästhetischen Theorien beruht. Seine Karriere war geprägt von einer für Berlin typischen Verachtung der Wiener Schule der Kunstgeschichte. Im Laufe seines Lebens fotografierte er überall, wohin er reiste, Kunstwerke in hoher Qualität. Sein persönliches Archiv mit etwa 15.000 Fotos und Reproduktionen von Gemälden des 15. und 16. Jahrhunderts aus den nördlichen und südlichen Niederlanden ist oft mit Notizen versehen, die u. a. die Herkunft, die Zuschreibung, den relativen Zustand und den Standort der Gemälde betreffen. Der Großteil seines Werks wurde in der Datenbank RKDimages des niederländischen Nationalen Instituts für Kunstgeschichte (RKD) transkribiert und digitalisiert und bildet ein wichtiges frei zugängliches Archiv für Kunsthistoriker.

## Ehrungen und Auszeichnungen
- 1947 Mitglied der Académie royale des Sciences, des Lettres et des Beaux-Arts de Belgique[8]
- 1953  Großen Verdienstkreuz mit Stern der Bundesrepublik Deutschland

## Max J. Friedländer-Preis
Seit 2014 verleiht das Berliner Kupferstichkabinett in Zusammenarbeit mit dem Mäzen und Kunstsammler Christoph Müller den Max J. Friedländer-Preis. 2014 ging der Preis an den Schriftsteller Simon Elson für seine Biografie Der Kunstkenner Max J. Friedländer. 2016 wurde der Preis an den Schriftsteller und Kunsthändler Florian Illies verliehen, 2023 an den Kunsthistoriker, Kurator und Altniederländer-Spezialisten Stephan Kemperdick.

## Veröffentlichungen (Auswahl)
- Albrecht Altdorfer. Der Maler von Regensburg. Seemann, Leipzig 1891 (Dissertation, archive.org).
- Meisterwerke der niederländischen Malerei des 15. und 16. Jahrhunderts. 1903.
- (Hrsg.): Des Dodes Dantz, Lübeck 1489 (= Graphische Gesellschaft. 12). Berlin 1910.
- Die Antwerpener Manieristen von 1520. In: Jahrbuch der königlich preußischen Kunstsammlungen 36, 1915, S. 65–91.
- Von Eyck bis Bruegel. Julius Bard, Berlin 1916.
- Der Holzschnitt. Reimer, Berlin 1917, 4. Auflage Berlin 1970.
- Der Kunstkenner. Berlin : Cassirer 1919.
- Albrecht Dürer. Insel Verlag, Berlin 1921.
- Die niederländischen Manieristen (= Bibliothek der Kunstgeschichte. 3). Seemann, Leipzig 1921.
- Holzschnitte v. Hans Weiditz (Jahresgabe d. Deutschen Vereins f. Kunstwissenschaften). Berlin : Verl. f. Kunstwiss., 1922
- Lucas van Leyden (»Meister der Graphik ; Bd. 13«). (VII, 44 S. : Mit 104 Abb. auf 82 Taf.; Lw. : 24.-; Hldr. : 29.-) Leipzig : Klinkhardt & Biermann [1925]
- Die altniederländische Malerei. 14 Bände. Berlin : Cassirer 1924–1937
  - Band 1 Die van Eyck, Petrus Christus (1924)
  - Band 2 Rogier van der Weyden und der Meister von Flémalle (1924)
  - Band 3 Dierick Bouts und Joos van Gent (1925)
  - Band 4 Hugo van der Goes (1926)
  - Band 5 Geertgen van Haarlem und Hieronymus Bosch (1927)
  - Band 6 Memling und Gerard David (1928)
  - Band 7 Quentin Massys (1929)
  - Band 8 Jan Gossart, Bernart Van Orley (1930)
  - Band 9 Joos van Cleve, Jan Provost, Joachim (1931)
  - Band 10 Lucas van Leyden und andere holländische Meister seiner Zeit (1932)
  - Band 11 Die Antwerpener Manieristen, Adriaen Ysenbrant (1933)
  - Band 12 Pieter Coeck, Jan van Scorel (1935)
  - Band 13 Anthonis Mor und seine Zeitgenossen (1936)
  - Band 14 Pieter Bruegel und Nachträge zu den früheren Bänden (1937)
- Echt und unecht: Aus den Erfahrungen des Kunstkenners. Cassirer, Berlin 1929.
- Von den Grenzen der Kunstwissenschaft. Stols, Den Haag 1942. Illegale Veröffentlichung als Privatdruck in den Niederlanden.
- On art and connoisseurship. Übersetzung durch Tancred Borenius. Cassirer, London 1942.
- Von Kunst und Kennerschaft. Oprecht, Zürich 1946.
- Essays über die Landschaftsmalerei und andere Bildgattungen. Stols, Den Haag 1947.